# Maria av Montpensier
Maria av Bourbon, hertiginna av Montpensier, född 15 oktober 1605, död 4 juni 1627, var en fransk prinsessa genom giftermål och hertiginna av Montpensier genom arv; gift med den franska prinsen Gaston av Frankrike, hertig av Orleans.

## Biografi
Maria av Montpensier var dotter till hertig Henrik av Bourbon, hertig av Montpensier och Henriette Catherine de Joyeuse. Hon var ättling till kung Johan II av Frankrike och en av Frankrikes största arvtagare: hon var sina föräldrars enda barn och ärvde vid tre års ålder hertigdömet Montpensier efter sin fars död år 1608. Hon gifte sig med prins Gaston 6 augusti 1626. 
Maria av Montpensier avled efter födseln av sitt enda barn och arvtagare, Anne Marie Louise av Orléans, "La Grande Mademoiselle".